# David LaFleur
David Alan LaFleur (Lake Charles, 29 gennaio 1974) è un ex giocatore di football americano statunitense che ha militato nel ruolo di tight end nella National Football League.

## Biografia
Dopo avere giocato al college a football a LSU venendo premiato come All-American, LaFleur fu scelto come 22º assoluto nel Draft NFL 1997 dai Dallas Cowboys. Nella sua prima stagione giocò principalmente come bloccatore mentre le sue statistiche su ricezioni non furono tali da giustificare la sua alta scelta nel draft. La sua miglior stagione fu quella del 1999 quando ricevette un primato in carriera di 322 yard e guidò i tight end della NFC con 7 touchdown. Si ritirò dopo la stagione 2000 per problemi alla schiena.

## Palmarès
- All-American - 1997

## Statistiche
| Ricezioni     | 85  |
| Yard ricevute | 729 |
| Touchdown     | 12  |